# Barquet
Barquet est une commune française située entre Évreux et Bernay dans le département de l'Eure, en région Normandie.

## Géographie

### Localisation
|                   | Le Plessis-Sainte-Opportune                |           |
| Grosley-sur-Risle | Barquet                                    | Émanville |
|                   | Romilly-la-Puthenaye, Berville-la-Campagne |           |

### Hydrographie
La commune est située dans le bassin Seine-Normandie. Elle est drainée par la Risle et un bras de la Risle,,.
La Risle, d'une longueur de 145 km, prend sa source dans la commune de Planches et se jette  dans la Seine à Berville-sur-Mer, après avoir traversé 52 communes.Les caractéristiques hydrologiques de la Risle sont données par la station hydrologique située sur la commune. Le débit moyen mensuel est de 1,85 m3/s. Le débit moyen journalier maximum est de 16,9 m3/s, atteint lors de la crue du 19 janvier 2024. Le débit instantané maximal est quant à lui de 19,1 m3/s, atteint le même jour.

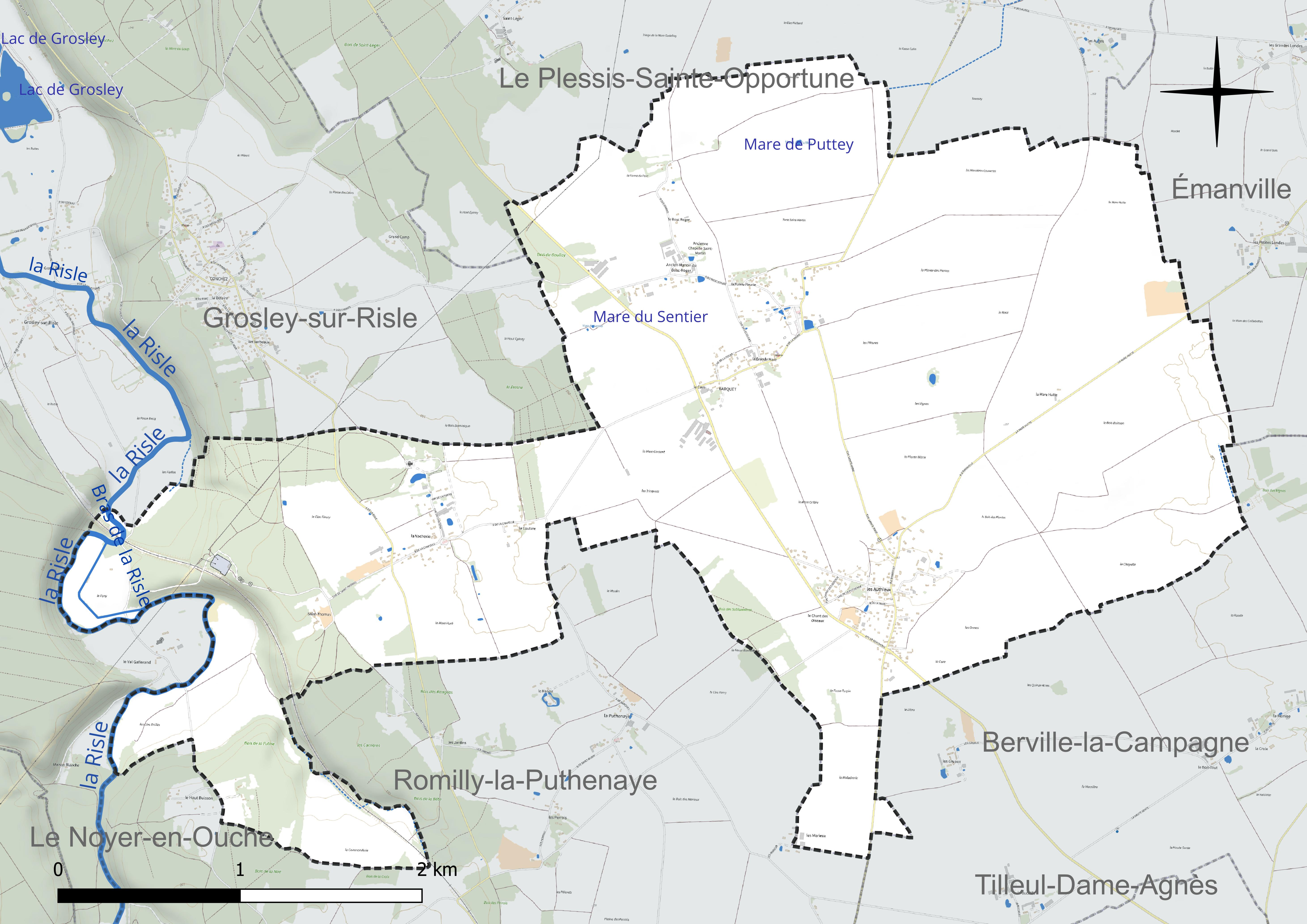
Réseau hydrographique de Barquet.

Deux plans d'eau complètent le réseau hydrographique : la mare de Puttey (0,1 ha) et la mare du Sentier (0 ha),.

### Climat
Pour des articles plus généraux, voir Climat de la Normandie et Climat de l'Eure.
En 2010, le climat de la commune est de type climat océanique dégradé des plaines du Centre et du Nord, selon une étude du CNRS s'appuyant sur une série de données couvrant la période 1971-2000. En 2020, Météo-France publie une typologie des climats de la France métropolitaine dans laquelle la commune est exposée à un climat océanique et est dans la région climatique  Côtes de la Manche orientale, caractérisée par un faible ensoleillement (1 550 h/an) ; forte humidité de l’air (plus de 20 h/jour avec humidité relative > 80 % en hiver), vents forts fréquents. Parallèlement le GIEC normand, un groupe régional d’experts sur le climat, différencie quant à lui, dans une étude de 2020, trois grands types de climats pour la région Normandie, nuancés à une échelle plus fine par les facteurs géographiques locaux. La commune est, selon ce zonage, exposée à un « climat des plateaux abrités », correspondant aux plaines agricoles de l’Eure, avec une pluviométrie beaucoup plus faible que dans la plaine de Caen en raison du double effet d’abri provoqué par les collines du Bocage normand et par celles qui s’étendent sur un axe du Pays d'Auge au Perche.
Pour la période 1971-2000, la température annuelle moyenne est de 10,1 °C, avec  une amplitude thermique annuelle de 13,7 °C. Le cumul annuel moyen de précipitations est de 714 mm, avec 11,7 jours de précipitations en janvier et 8,4 jours en juillet. Pour la période 1991-2020, la température moyenne annuelle observée sur la station météorologique la plus proche, située sur la commune de Brionne à 19 km à vol d'oiseau, est de 11,5 °C et le cumul annuel moyen de précipitations est de 791,7 mm,. Pour l'avenir, les paramètres climatiques de la commune estimés pour 2050 selon différents scénarios d’émission de gaz à effet de serre sont consultables sur un site dédié publié par Météo-France en novembre 2022.

## Urbanisme

### Typologie
Au 1er janvier 2024, Barquet est catégorisée commune rurale à habitat dispersé, selon la nouvelle grille communale de densité à 7 niveaux définie par l'Insee en 2022.
Elle est située hors unité urbaine. Par ailleurs la commune fait partie de l'aire d'attraction d'Évreux, dont elle est une commune de la couronne,. Cette aire, qui regroupe 108 communes, est catégorisée dans les aires de 50 000 à moins de 200 000 habitants,.

### Occupation des sols
L'occupation des sols de la commune, telle qu'elle ressort de la base de données européenne d’occupation biophysique des sols Corine Land Cover (CLC), est marquée par l'importance des territoires agricoles (83,7 % en 2018), en diminution par rapport à 1990 (86 %). La répartition détaillée en 2018 est la suivante : 
terres arables (77,9 %), forêts (11,9 %), zones urbanisées (4,4 %), prairies (4 %), zones agricoles hétérogènes (1,8 %). L'évolution de l’occupation des sols de la commune et de ses infrastructures peut être observée sur les différentes représentations cartographiques du territoire : la carte de Cassini (XVIIIe siècle), la carte d'état-major (1820-1866) et les cartes ou photos aériennes de l'IGN pour la période actuelle (1950 à aujourd'hui).

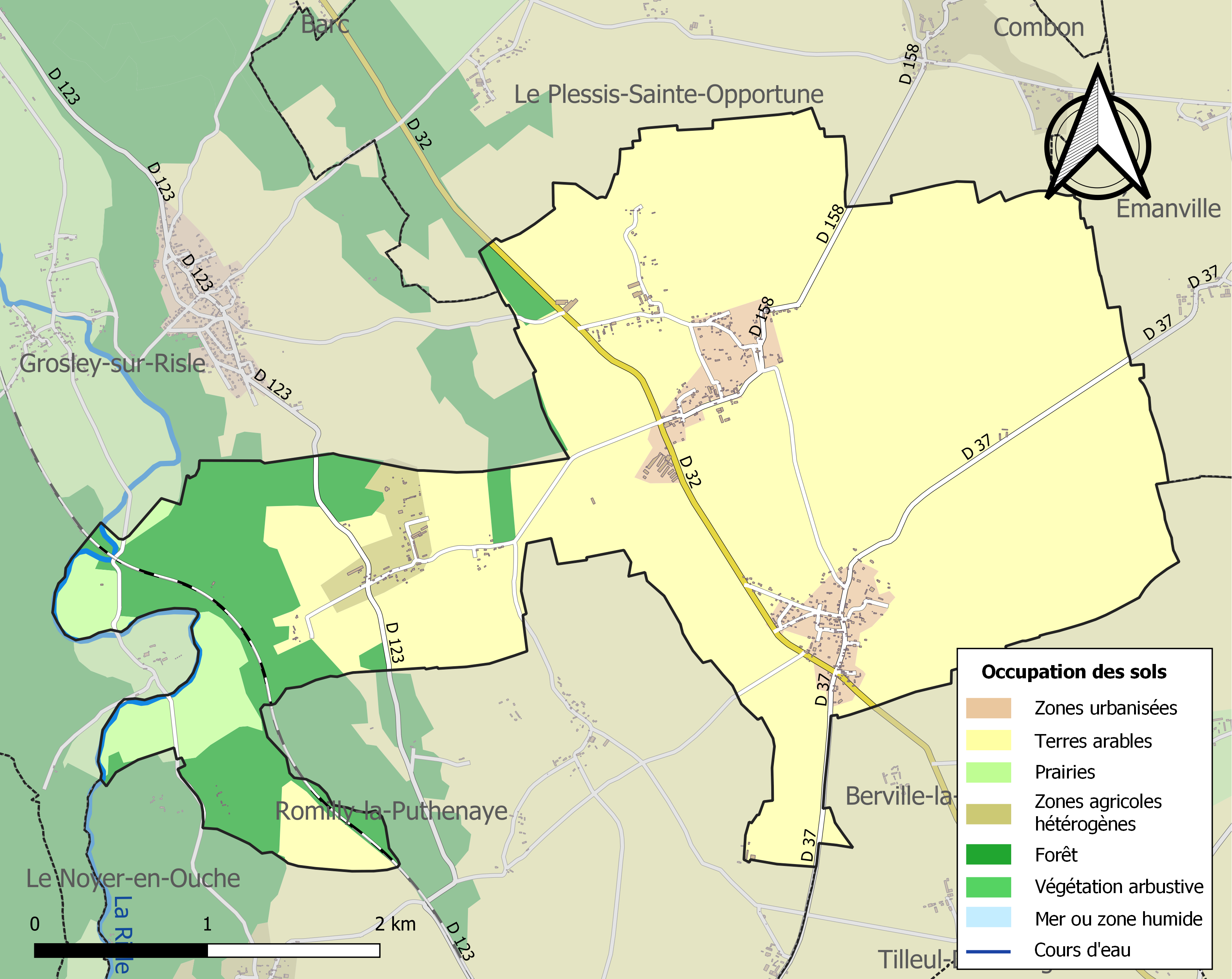
Carte des infrastructures et de l'occupation des sols de la commune en 2018 (CLC).

## Toponymie
Le nom de la localité est attesté sous la forme Barcet au XIIe siècle,, Barchet en 1162 (cartulaire de Préaux), Barket en 1188 (charte d’Amaury III, comte d’Évreux), Barquetz et Basquetz en 1199 (charte de Saint-Étienne-de-Renneville).
Diminutif de Barc, commune limitrophe, dont Barquet doit être un très ancien démembrement,. Ancienne paroisse des Authieux-sous-Barquet, de Bosc-Roger-sous-Barquet et de la Vacherie, rattachée en 1792.

## Politique et administration
| Période                                  | Période  | Identité                       | Étiquette | Qualité  |
| ---------------------------------------- | -------- | ------------------------------ | --------- | -------- |
| 1939                                     | 1958     | Robert Félicien Charles Mabire |           |          |
| mars 2008                                | 2014     | Jacky Dupont                   |           |          |
| mars 2014                                | En cours | Mme Dominique Mabire           | DVD       | Ouvrière |
| Les données manquantes sont à compléter. |          |                                |           |          |

## Démographie
L'évolution du nombre d'habitants est connue à travers les recensements de la population effectués dans la commune depuis 1793. Pour les communes de moins de 10 000 habitants, une enquête de recensement portant sur toute la population est réalisée tous les cinq ans, les populations de référence des années intermédiaires étant quant à elles estimées par interpolation ou extrapolation. Pour la commune, le premier recensement exhaustif entrant dans le cadre du nouveau dispositif a été réalisé en 2005.

En 2022, la commune comptait 449 habitants, en évolution de +1,58 % par rapport à 2016 (Eure : −0,25 %, France hors Mayotte : +2,11 %).
| 1793 | 1800 | 1806 | 1821 | 1831 | 1836 | 1841 | 1846 | 1851 |
| ---- | ---- | ---- | ---- | ---- | ---- | ---- | ---- | ---- |
| 255  | 503  | 521  | 545  | 531  | 583  | 574  | 551  | 468  |

| 1856 | 1861 | 1866 | 1872 | 1876 | 1881 | 1886 | 1891 | 1896 |
| ---- | ---- | ---- | ---- | ---- | ---- | ---- | ---- | ---- |
| 492  | 489  | 504  | 465  | 426  | 393  | 391  | 353  | 341  |

| 1901 | 1906 | 1911 | 1921 | 1926 | 1931 | 1936 | 1946 | 1954 |
| ---- | ---- | ---- | ---- | ---- | ---- | ---- | ---- | ---- |
| 438  | 350  | 359  | 322  | 330  | 285  | 309  | 329  | 327  |

| 1962 | 1968 | 1975 | 1982 | 1990 | 1999 | 2005 | 2006 | 2010 |
| ---- | ---- | ---- | ---- | ---- | ---- | ---- | ---- | ---- |
| 320  | 302  | 295  | 316  | 289  | 359  | 343  | 343  | 394  |

| 2015 | 2020 | 2022 | - | - | - | - | - | - |
| ---- | ---- | ---- | - | - | - | - | - | - |
| 442  | 448  | 449  | - | - | - | - | - | - |

## Culture locale et patrimoine

### Lieux et monuments
Barquet compte deux édifices inscrits au titre des monuments historiques :
- l'église Saint-Jean-Baptiste au lieu-dit la Vacherie (XVIe et XVIIe)  Inscrit MH (1965)[26] ;
- le château de la Vacherie  Inscrit MH (1931)[27].

Par ailleurs, de nombreux autres édifices sont inscrits à l'inventaire général du patrimoine culturel :
- l'église Saint-Martin au lieu-dit le Bosc Roger (XVIe et XVIIIe)[28]. Il s'agit d'une ancienne église qui fut transformée en grange au XIXe siècle ;
- l'église Saint-Pierre (XVIe et XVIIe)[29] ;
- un manoir du XVIIIe siècle au lieu-dit le Bosc Roger[30] ;
- un château, manoir des XVIe, XVIIe et XVIIIe siècles[31] ;
- une maison des XVIIIe et XIXe siècles au lieu-dit les Authieux[32] ;
- une ferme des XVIIe et XIXe siècles au lieu-dit les Authieux[33].

Monument détruit :
- Une église consacrée à Notre-Dame a existé au lieu-dit les Authieux[34]. Elle fut vendue, puis détruite à la Révolution. Elle était sous le patronage du chapitre d'Évreux.

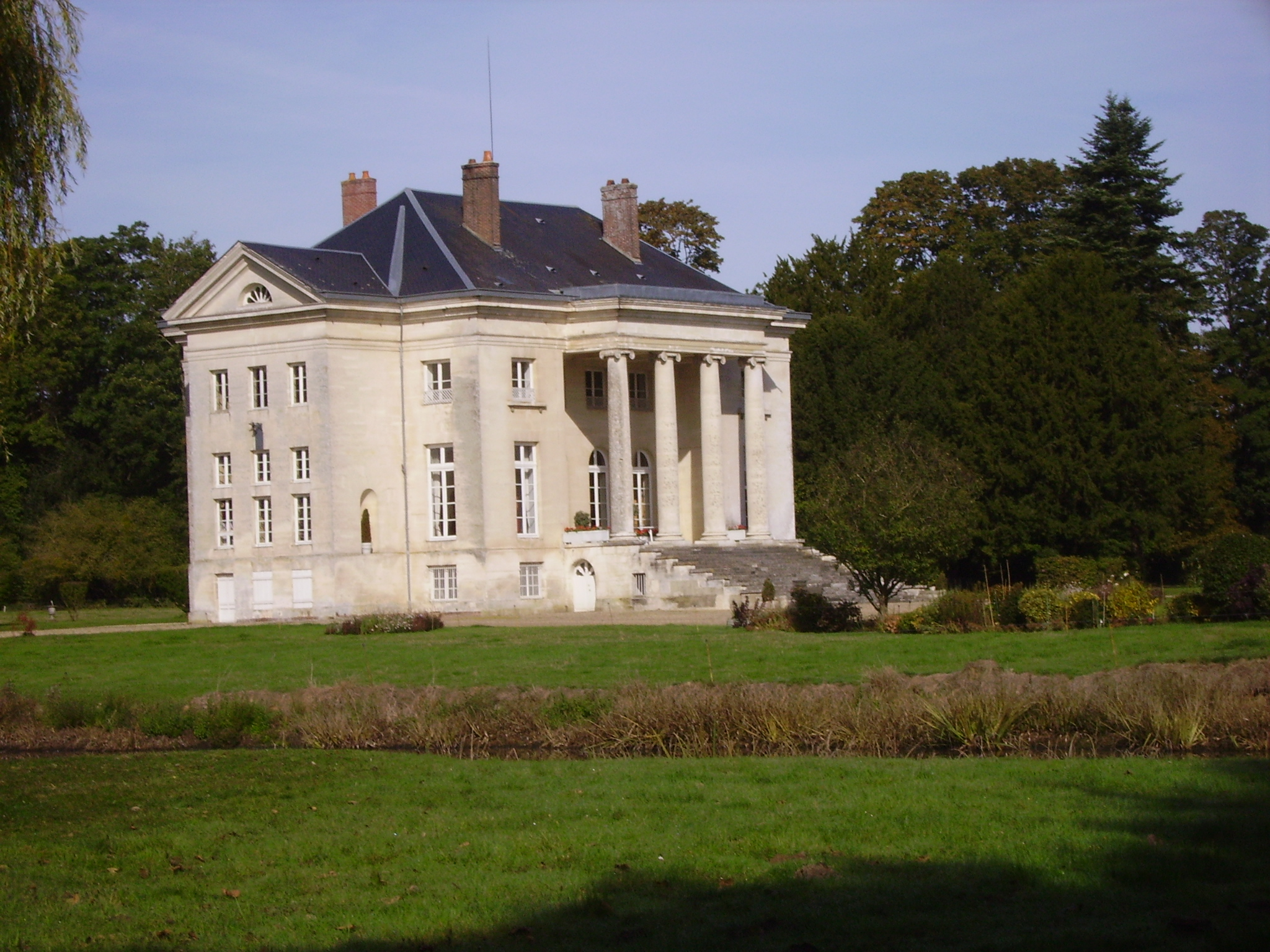
Le château de la Vacherie.
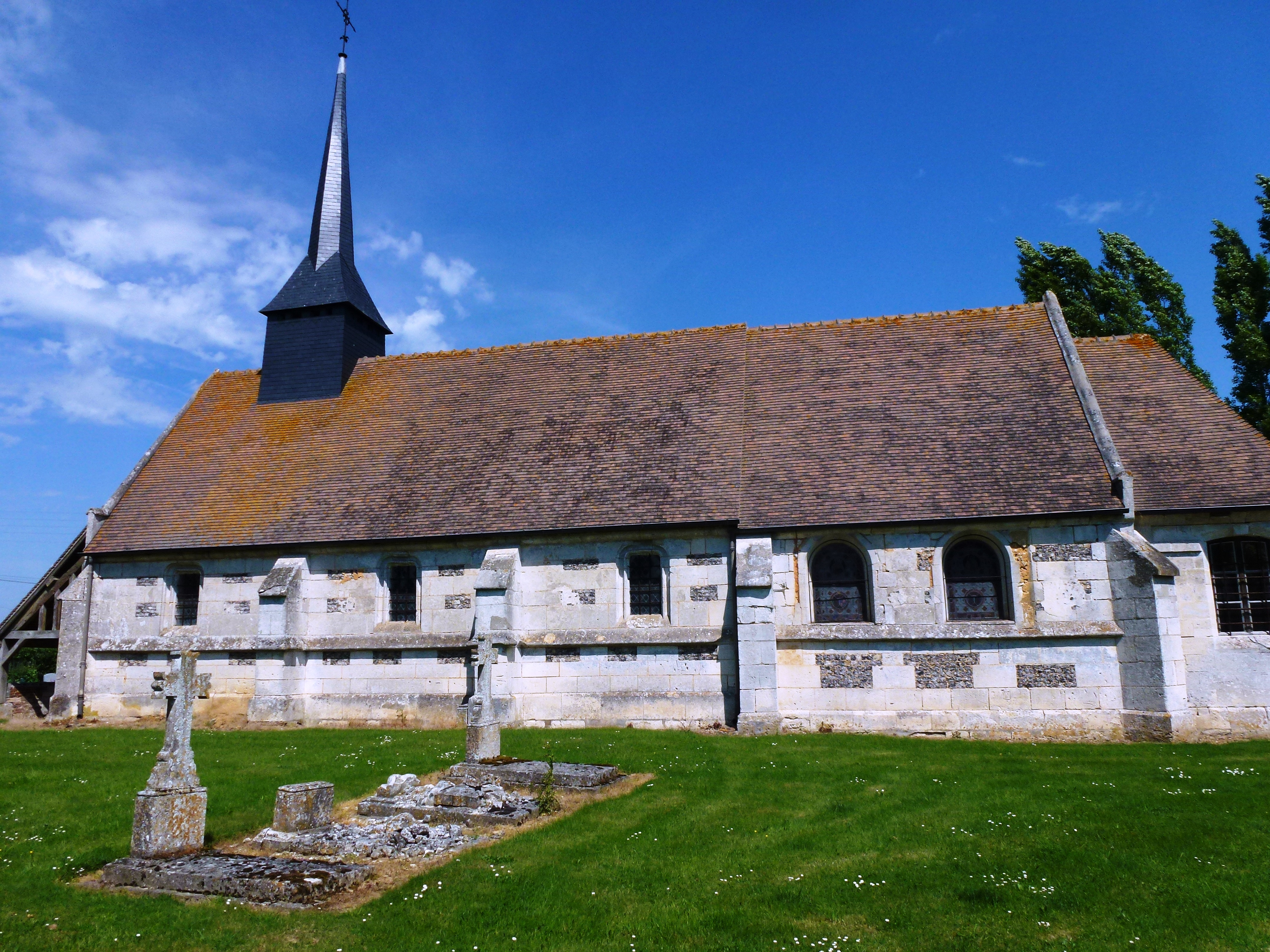
Église Saint-Jean-Baptiste.
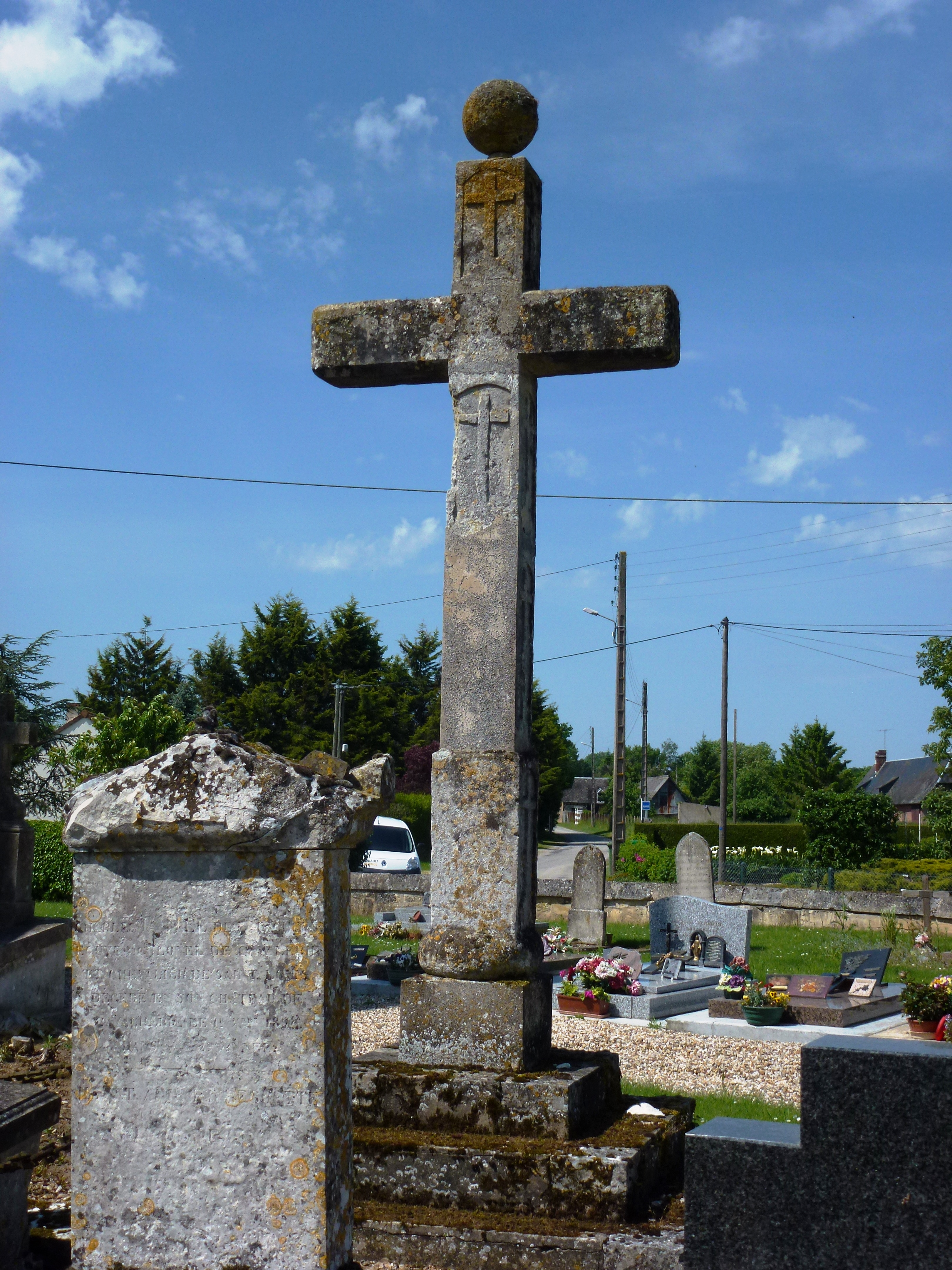
Croix de cimetière.
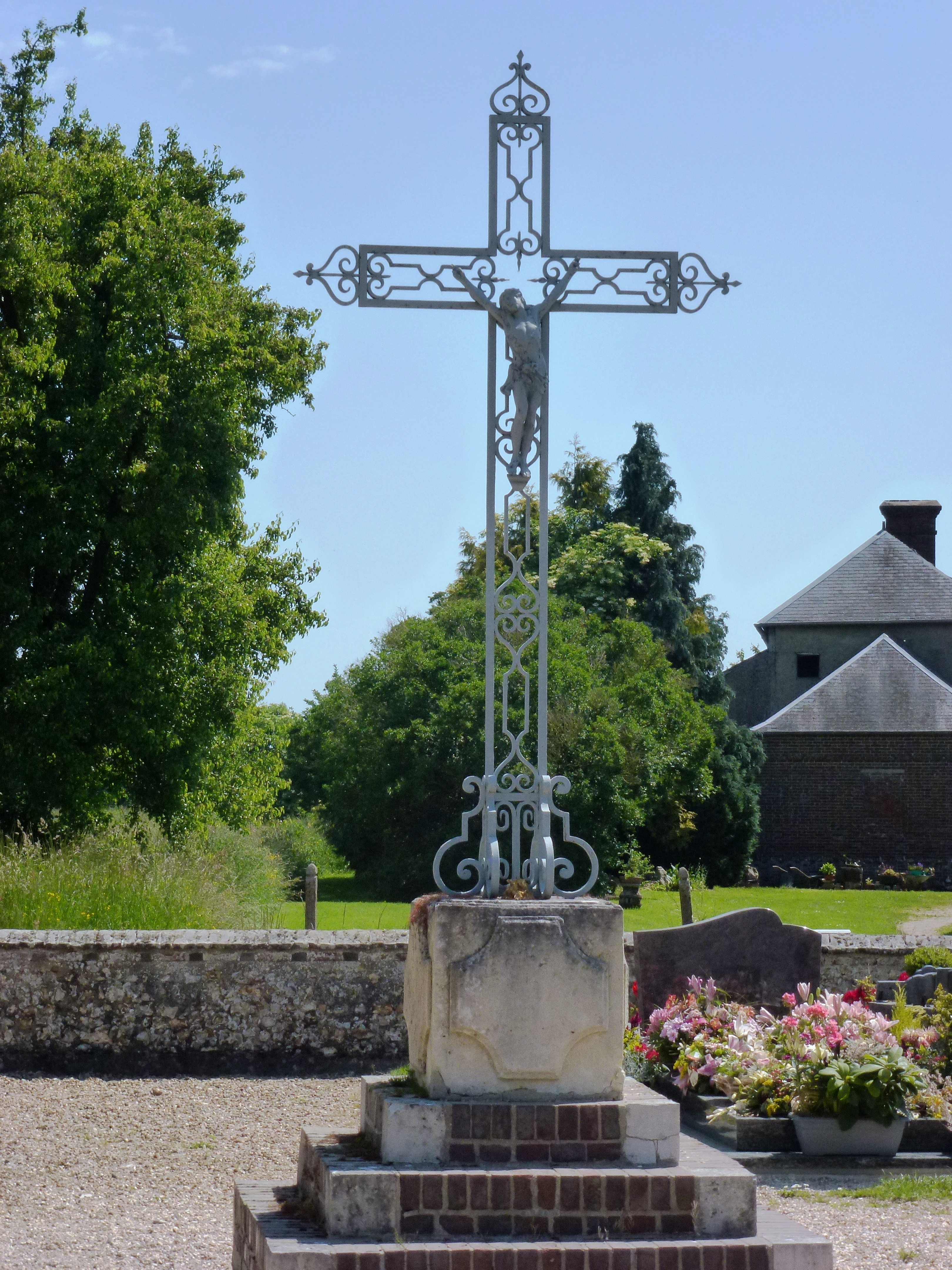
Croix de cimetière.
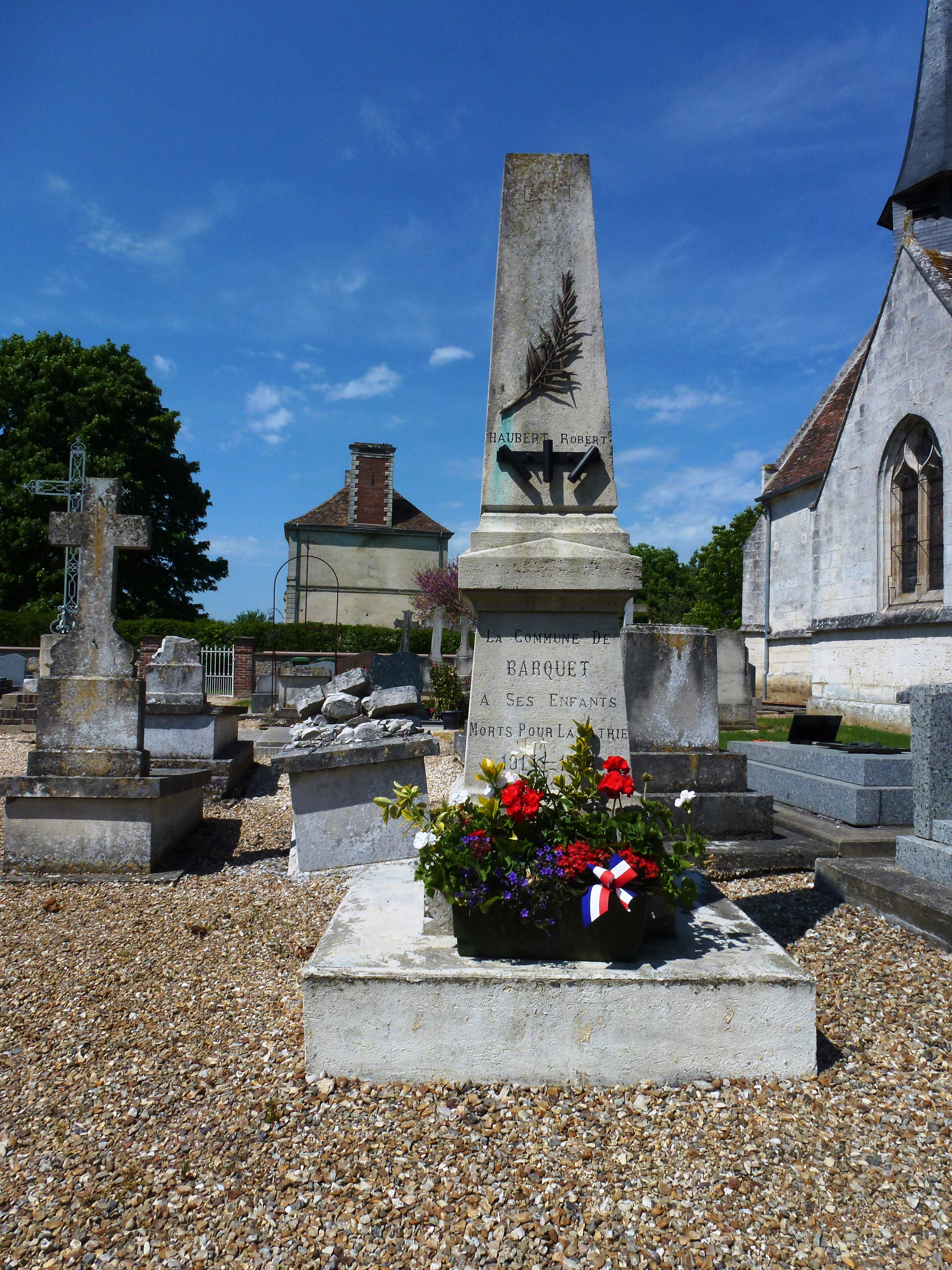
Monument aux morts.

### Patrimoine naturel

#### Natura 2000
- Risle, Guiel, Charentonne[35].

#### ZNIEFF de type 1
- Le bois de Grammont et les prairies du val Gallerand[36] ;
- La mare des pâtures[37].

#### ZNIEFF de type 2
- La vallée de la Risle de la Ferrière-sur-Risle à Brionne, la forêt de Beaumont, la basse vallée de la Charentonne[38].